# Ängby SK
Ängby Sportklubb (ÄSK) bildades 1956 och är en sportklubb i Vällingby i Sverige. Klubben har framför allt gjort sig berömd genom bordtennisframgångar, där herrarna blev svenska lagmästare 1992 och 1995. Säsongen 2014-2015 blev damlaget svenska mästare. Jan-Ove Waldner och Mikael Appelgren har båda spelat för klubben. Ordförande i klubben är Nils-Erik Sandberg.
Klubben är medlem av Svenska Bordtennisförbundet och Stockholms Bordtennisförbund.

### Fotnoter
1. ↑  ”Alla segrare”. Svenska Bordtennisförbundet. Arkiverad från originalet den 3 mars 2016. https://web.archive.org/web/20160303234117/http://iof1.idrottonline.se/SvenskaBordtennisforbundet/ResultatStatistik/Nationellt/SM/Allasegrare1925-2015/. Läst 15 februari 2015.
2. ↑  ”Grattis Ängby – svenska mästare”. Svenska Bordtennisförbundet. 22 maj 2015. Arkiverad från originalet den 22 maj 2015. https://archive.is/20150522204441/http://iof1.idrottonline.se/SvenskaBordtennisforbundet/Nyheter/Pingisnytt/GrattisAngbysvenskamastare/. Läst 22 maj 2015.